# زیرشاخه‌های روان‌شناسی
روانشناسی شامل دامنه‌ای گسترده و بسیاری از روش‌های گوناگون برای مطالعه فرایندهای ذهنی و رفتاری است. در این مقاله حوزه‌های عمده پژوهشی قرار گرفته در کنار هم، که تشکیل مبحث روانشناسی را می‌دهند، آورده شده‌است. فهرستی جامع از زیر رشته‌ها و زمینه‌های روانشناسی را می‌توان در لیست موضوعات روانشناسی و لیست رشته روانشناسی یافت.

## بخش‌ها

### غیرطبیعی
روانشناسی غیرطبیعی به مطالعه رفتار غیرطبیعی به منظور توصیف پیش‌بینی توضیح و تغییر الگوهای غیرطبیعی از عملکردمی‌پردازد.

### آنومالیستیک
روانشناسی آنومالیست به مطالعه رفتار انسان و تجربه در ارتباط با آنچه که اغلب به نام ماوراءالطبیعهبدون این فرض که وجود دارد این است که هر چیزی ماوراءالطبیعه درگیر است می‌پردازد.

### ژنتیک رفتاری
ژنتیک رفتاری با استفاده از طرح‌های آموزشی برای درک ماهیت و ریشه‌های تفاوت‌های فردی در رفتار آن‌ها است.

### بیولوژیکی

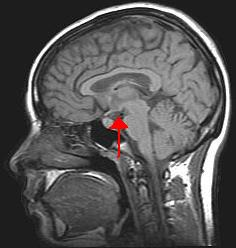
MRI مغز انسان و موقعیت هیپوتالاموس.

روانشناسی بیولوژیکی به مطالعه علمی بسترهای بیولوژیکی از رفتار و حالات ذهنی می‌پردازد. روانشناسی زیست شناختی بخشی از روانشناسی است که سعی در درک و روشن کردن عملکردهای روانشناختی با فرآیندهای بیولوژیکی دارد. به عنوان مثال ، نحوه عملکرد مغز و سیستم عصبی بر افکار ، رفتارها و احساسات ما تأثیر می گذارد. 

### بالینی
روانشناسی بالینی شامل مطالعه و استفاده از روانشناسی برای درک جلوگیری و تسکین روانی مبتنی بر پریشانی یا اختلال در عملکرد و ترویج ذهنی رفاه و توسعه شخصی است.

### شناختی
روانشناسی شناختی مطالعهٔ شناخت یا فرایندهای ذهنی است.

### جامعه
روانشناسی جامعه شامل معادلات و رویکرد روابط فردی با جامعه است.

### مقایسه‌ای (تطبیقی/ سنجه‌ای)
روانشناسی تطبیقی اشاره به مطالعه رفتار و روان زندگی حیوانات غیر از انسان دارد.

### مشاوره‌ای
مشاوره روانشناسی شامل استفاده از مشاوره روانشناسی در سطح فردی، گروه یا سازمان است.

### محیطی
روانشناسی محیطی در زمینه تمرکز بر فعل و انفعال میان انسان و محیط اطراف خود است.

### پزشکی قانونی
روانشناسی پزشکی قانونی شامل روانشناسی در پوشش طیف گسترده‌ای از ارزیابی بالینی از متهمان و گزارش به قضات و وکلای مدافع و دادگاه شهادت در مسائل داده شده‌است.

### سلامت
روانشناسی سلامت کاربرد روانشناسی در بهداشت، بیماری و مراقبت‌های بهداشتی است.

### اجتماعی

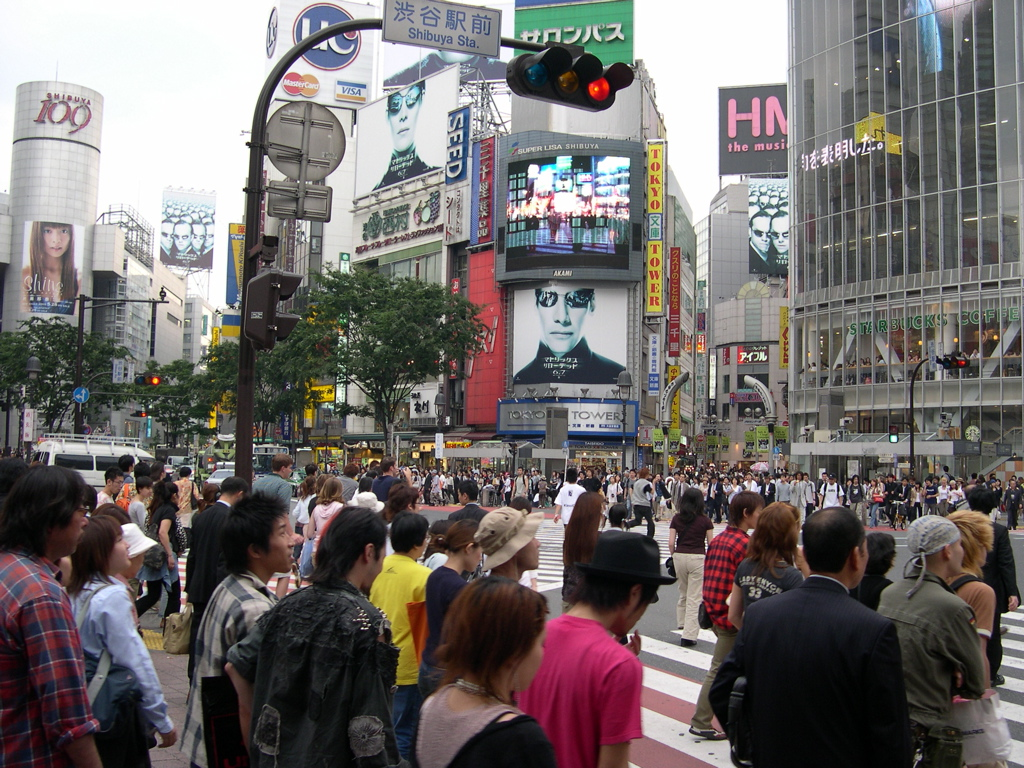
روانشناسی اجتماعی مطالعه طبیعت و علل رفتار اجتماعی است.

روانشناسی اجتماعی مطالعه رفتار و فرایندهای ذهنی با تأکید بر چگونگی تفکر انسان دربارهٔ همنوع و نحوه ارتباط آن‌ها با یکدیگر است.